# رواز چلبادزه
رواز چلبادزه (گرجی: რევაზ ჩელებაძე؛ زادهٔ ۲ اکتبر ۱۹۵۵) بازیکن فوتبال گرجی‌تبار اهل اتحاد جماهیر شوروی سوسیالیستی است.
از باشگاه‌هایی که در آن بازی کرده‌است می‌توان به باشگاه فوتبال دینامو تفلیس اشاره کرد.
وی همچنین در تیم ملی فوتبال شوروی بازی کرده‌است.